# 目指せ!! アウトレット芸人
『目指せ!! アウトレット芸人』（めざせ!!アウトレットげいにん）は、千葉テレビで放送されているバラエティ番組。
家具アウトレットストアであるメガマックスとタイアップした番組であり、店頭での公開収録で2分間のネタを披露し「アウトレット芸人」にふさわしいかが判定される。

## 出演者

### シーズン1
永野、モグライダー、ヴェートーベン、エル・カブキ、トミドコロ、勝又、メルヘン須長、ぐりんぴーす、ニレンジャー、真夜中クラシック、火災報知器、ドドん

### シーズン2
出典：
ジョーク東郷、ゴールデンエイジ、にわとりヘッド、かんがるー、ねじ、パニーニ、八幡カオル、くるくる、スーパーニュウニュウ、レオン、スパローズ、本田兄妹

### シーズン3
出典：
土佐兄弟、ヤーレンズ、ぽ〜くちょっぷ、ジャガモンド、ANZEN漫才、ジャイアントジャイアン、シャイニングスターズ、キンボシ、脳みそ夫、イヌコネクション、センターマイク、ウエストランド

### シーズン4
出典：
パーティ内山、ミヤシタガク、ガーデン砂漠、ザ・パーフェクト、曇天三男坊、THE TAKAZAKI、松陰寺太勇（ぺこぱ）、キャラバン、アイデンティティ、カントリーズ、シティホテル3号室、ペンギンズ

### シーズン5
おべんとばこ、フカミドリ、ぼっけもん、XXCLUB、ぴろしき、上木恋愛研究所、アメリカンコミックス、サツキ、ミリオンズ、かぎしっぽ、テンチュー、まんじゅう大帝国

### シーズン6
犬カブトムシ、青色1号、ダニエルズ、バジトウフー、がじゅまる、オッパショ石、超ヘルメット、キュウ、吉住、トンツカタン、パンプキンポテトフライ、ガクヅケ

### シーズン7
出典：
スパイシーガーリック、トキヨアキイ、戦慄のピーカブー、ストレッチーズ、人間横丁、フール、ちゃんぴおんず、フランスピアノ、ハナフダ、ミスター大冒険。、マンマーレ、新鮮なたまご

### シーズン8
与太郎、センチネル、おちもり、阿部物語、橘井と小池、もめんと、あおいちゃん、ロングロング、マイアミバスケットボールクラブ、レインマンズ、サルベース、観音日和

### シーズン9
猫怪獣、ナチョス。、同期の休日、ハットリ乾燥、おおぞらモード、しゃがら、コリアンチョップスクワッド、野良凡夫、ジネンジョ、バターヤング、チェリーボンボン、ダブルグッチー

### シーズン10
リバーマン、サイヤング、百獣マダム、ハマノとヘンミ、アベコベ山脈、フルマユコ、グリーンランプ、ウォーターズ、ムラタケ、海底金融、トップガン、ハニカムズ